# Parallel Minds
Parallel Minds è il secondo album del gruppo musicale progressive metal Conception.

## Tracce
1. Water Confines – 4:17 (testo: Roy Khan – musica: T.Østby)
2. Roll the Fire – 4:32 (testo: Roy Khan – musica: T.Østby)
3. And I Close My Eyes – 4:11 (testo: Roy Khan – musica: T.Østby)
4. Silent Crying – 3:16 (testo: Roy Khan – musica: T.Østby)
5. Parallel Minds – 4:42 (testo: Roy Khan – musica: T.Østby)
6. Silver Shine – 4:43 (testo: Roy Khan – musica: T.Østby)
7. My Decision – 4:46 (testo: Roy Khan/Amlien – musica: T.Østby)
8. The Promiser – 3:34 (testo: Roy Khan – musica: T.Østby)
9. Wolf's Lair – 3:59 (testo: Roy Khan – musica: T.Østby)
10. Soliloquy (Sweet Lavender/Non-Electric Redemption/In These Rooms) – 9:05 (testo: Roy Khan – musica: T.Østby)

## Formazione
- Roy Khan - voce
- Tore Østby - chitarra
- Ingar Amlien - basso
- Arve Heimdal - batteria
- Hans Chr. Gjestvang - tastiera